# 吉列尔莫·比林赫斯特
吉列尔莫·恩里克·比林赫斯特·安古洛（西班牙語：Guillermo Enrique Billinghurst Angulo；1851年7月27日—1915年6月28日），秘鲁政治家。1912年到1914年接任奥古斯托·莱基亚·萨尔塞多为秘鲁总统。
生于阿里卡。1909年和1910年任利马市市长。1912年9月当选总统。1914年2月因发生军事政变被迫辞职。后在伊基克去世。
| 前任： Federico Elguera         | 利马市长 1909-1910   | 繼任： Nicanor Carmona   |
| 前任： '                        | 秘鲁副总统 1895-1903 | 繼任： '                 |
| 前任： 奥古斯托·莱基亚·萨尔塞多 | 秘鲁总统 1912-1914   | 繼任： 奥斯卡·贝纳维德斯 |